# 理查德·D·亚历山大
理查德·D·亚历山大（英語：Richard D. Alexander，1929年11月18日—2018年8月20日）是一位美国动物学家，密歇根大学教授，同时也是大学位于密歇根州安娜堡的动物学博物馆馆长，主要涉及领域为直翅目、半翅目昆虫的系統分類、生态、演化、行為和自然历史，以及一些和脊椎动物相关的研究，1971年获丹尼尔·吉罗·艾略特奖章。